# 오세번
오세번(吳世璠, ?~ 1681년)은 오주의 2대 황제이자 청나라의 반란자인 오삼계의 손자이다. 아버지는 오삼계의 아들인 오응웅이다.

## 생애
삼번의 난의 주요 인물이자 오주의 초대 황제인 할아버지 오삼계의 황위를 계승하여 연호를 홍화(洪化)라 개원하였다. 그러나 쇠퇴하고 있는 오주는 청군을 막아내지 못하였고 오세번은 피난하던 도중 청군에 포위되어 쿤밍(昆明)에서 자살하였다.

## 가계도
- 조부 : 오삼계(吳三桂)
  - 부 : 오응웅(吳應熊)
    - 오세번